# NGC 1134
NGC 1134 je galaksija u zviježđu Ovan.

## Vanjske poveznice
- SEDS: NGC 1134